# FADEC
Um controle de motor eletrônico com autoridade total (em inglês: full authority digital engine control - FADEC) é um sistema que consiste de um computador eletrônico, chamado de "controlador eletrônico do motor" (EEC) ou "unidade de controle do motor" (ECU), e seus respectivos acessórios que controlam todos os aspectos do desempenho do motor da aeronave. FADECs têm sido produzidos para ambos os motores a pistão e motores a jato.

## História
O objetivo de qualquer sistema de controle de motor é permitir que o motor trabalhe com a máxima eficiência em uma determinada situação. Originalmente, os sistemas de controle de motor consistiam de simples ligações mecânicas fisicamente conectadas ao motor. Ao mover essas alavancas, o piloto ou o engenheiro de voo poderia controlar o fluxo de combustível, a potência de saída e muitos outros parâmetros do motor.
Seguindo a evolução dos métodos mecânicos de controle do motor—com a unidade de controle de motor mecânico-hidráulica Kommandogerät, do motor radial a pistão alemão da Segunda Guerra Mundial, o BMW 801, sendo um notável exemplo de precursor — houve a introdução do controle de motor por meio eletrônico-analógico. Um controle eletrônico-analógico envia um sinal elétrico para comunicar a configuração desejada do motor. O sistema foi uma evidente melhoria sobre o controle mecânico, mas tinha suas desvantagens, incluindo ruídos de interferência e problemas de confiabilidade. O controle total analógico foi utilizado na década de 1960 e introduzido como um componente do motor Rolls-Royce/Snecma Olympus 593, utilizado na aeronave de transporte supersônico Concorde. No entanto, a entrada dos comandos principais de controle era eletrônico na aeronave de produção.
Em 1968, a Rolls-Royce e Elliott Automação, em conjunto com a Organização  Nacional de Motores a Reação, trabalharam em um sistema de controle de motor eletrônico, que completou várias centenas de horas de operação em um Rolls-Royce Olympus Mk 320.
Após o controle eletrônico-analógico, o próximo passo foi o sistema de controle eletrônico-digital. Mais tarde, na década de 1970, a NASA e a Pratt & Whitney fizeram testes com o primeiro FADEC experimental, voado pela primeira vez em um F-111 equipado com um motor esquerdo Pratt & Whitney TF30 altamente modificado. Os experimentos levaram os motores Pratt & Whitney F100 e a Pratt & Whitney PW2000 a serem os primeiros militar e civil, respectivamente, equipados com FADEC, e, mais tarde, o Pratt & Whitney PW4000 como o primeiro motor de duplo FADEC a ser comercializado. O primeiro FADEC a entrar em serviço foi o Rolls-Royce Pegasus, um motor desenvolvido para o Harrier II por Dowty e Smiths.

## Função
Um verdadeiro controle de motor eletrônico com autoridade total não tem nenhuma forma de  ser controlado manualmente, colocando toda a autoridade sobre os parâmetros de funcionamento do motor nas mãos do computador. Se uma falha total do FADEC ocorrer, o motor também falhará. Se o motor é controlado digitalmente e eletronicamente, mas permite substituição manual, é considerado apenas um EEC ou ECU. Ao operar sozinho. Um EEC, apesar de ser um componente de um FADEC, não é, por si, um FADEC. Quando operando sozinho, o EEC toma todas as decisões até que o piloto intervenha.
O FADEC trabalha recebendo múltiplos dados da atual condição de voo, incluindo a densidade do ar, a posição das manetes de potência, a temperatura do motor, a pressão do motor e muitos outros parâmetros. Os dados são recebidos pelo EEC e analisados até 70 vezes por segundo. Os parâmetros de funcionamento do motor, tais como fluxo de combustível, posição das alhetas do estator, posição da válvula de sangria e outros são calculados a partir desses dados e aplicados conforme apropriado. O FADEC também controla o acionamento e corte do motor. O FADEC tem a finalidade básica de oferecer a máxima eficiência do motor para uma dada condição de voo.
O FADEC não só garante a eficiente operação do motor, mas ele também permite que o fabricante do motor estipule limitações e receba relatórios precisos de manutenção do motor. Por exemplo, para evitar a ultrapassem uma determinada temperatura no motor, o FADEC pode ser programado para automaticamente tomar as medidas necessárias, sem intervenção piloto.

### Segurança
Com a operação dos motores tão fortemente dependente de automação, a segurança é uma grande preocupação. A redundância é fornecida na forma de dois ou mais canais eletrônicos idênticos, mas separados. Cada canal pode fornecer todas as funções do motor, sem nenhuma restrição. O FADEC também monitora uma variedade de dados provenientes dos subsistemas do motor relacionados com os sistemas da aeronave, fornecendo um controle de motor tolerante a falhas.
Problemas no controle de motor causando perda simultânea de potência em ate três motores têm sido citados como fator de influência no acidente de um Airbus A400M, em Sevilha, Espanha, em 9 de Maio de 2015. O Chefe de Estratégia da Airbus, Marwan Lahoud, confirmou que no dia 29 de Maio um software de controle do motor instalado incorretamente causou o acidente fatal. "Não há defeitos estruturais [no avião], mas temos um sério problema de qualidade na linha de montagem final."

### Aplicações
Um voo típico de aeronave de transporte civil pode ilustrar a função do FADEC. Primeiro, a tripulação insere dados, tais como as condições de vento, comprimento da pista, ou altitude de cruzeiro, no sistema de gerenciamento de voo (FMS). O FMS utiliza esses dados para calcular as configurações a potência necessária para as diferentes fases do voo. Na decolagem, a tripulação de voo avança as manetes de potência para uma determinada configuração ou opta por uma aceleração automática (TOGA), se disponível. Assim, o FADEC aplica a potência de decolagem calculada através do envio de um sinal eletrônico para os motores; não há nenhuma ligação direta para abrir o fluxo de combustível. Este procedimento pode ser repetido em qualquer outra fase do voo.[
carece de fontes?]
Em voo, pequenas alterações na operação são constantemente feitas para manter a eficiência. Empuxo máximo está disponível para situações de emergência se a manete for avançada até o batente (manobra também chamado de firewall), mas as limitações não podem ser excedidas; a tripulação de voo não tem meios de substituir manualmente o FADEC.[
carece de fontes?]

## Vantagens
- Melhor eficiência de combustível
- Proteção automática contra operações além dos limites do motor
- Segura, pois os vários canais de FADEC fornecem redundância em caso de falha
- utilização do motor facilitada, com garantia da potência adequada
- Capacidade de usar um único motor para uma grande variedade de situações, apenas reprogramação do FADECs
- Fornece partida do motor semi-automática
- Melhor integração entre os sistemas do motor e da aeronave
- Pode fornecer diagnósticos e monitoramento do funcionamento do motor de longo prazo
- o número de parâmetros internos e externos usados no processo de controle do motor aumenta exponencialmente
- Reduz o número de parâmetros a serem monitorados pelas tripulações
- Devido ao elevado número de parâmetros monitorados, o FADEC torna possível a existência de "Sistemas Tolerantes a Falhas" (onde um sistema pode operar dentro dos parâmetros e limites de confiabilidade e segurança em determinadas condições de falha)
- Poupa peso

## Desvantagens
- Um controle de motor eletrônico com autoridade total não pode ser manualmente controlado, colocando toda a autoridade sobre os parâmetros de funcionamento do motor nas mãos do computador.
  - Se uma falha total no  FADEC ocorrer, o motor falhará
  - Após uma falha total FADEC falha, os pilotos têm nenhum manual de controles para o arranque do motor, aceleração, ou outras funções.
  - Ponto único de falha risco pode ser minimizado com redundante FADECs (supondo que a falha é uma falha de hardware aleatória, e não o resultado de um projeto ou erro de fabricação, o que pode causar idênticos falhas em todos idênticos componentes redundantes).
- Sistema de alta complexidade em comparação a hidromecânicos, analógico ou sistemas de controle manuais
- Elevados esforços de desenvolvimento e controle do sistema devido sua complexidade
- Considerando que em situações de crise (por exemplo, colisão iminente com o terreno), um motor sem FADEC pode produzir muito mais potência do que o seu valor de referência, enquanto que um motor com FADEC sempre vai operar dentro de seus limites.

## Pesquisa
A NASA analisou e separou a arquitetura do FADEC, no lugar do atual centralizado, especificamente para os helicópteros. A vantagem de separar a arquitetura é uma maior flexibilidade e menores custos de ciclo de vida do motor.[
carece de fontes?]